# LIM-49A Spartan
XLIM-49A Spartan uzbrojony w głowicę jądrową o mocy 5 Mt pocisk antybalistyczny dalekiego zasięgu, stanowiący – obok pocisku Sprint – element amerykańskiego systemu antybalistycznego Safeguard.

## Geneza
Po likwidacji programu antybalistycznego Sentinel i rezygnacji z rozwoju związanego z tym programem pocisku Nike-Zeus, sekretarz obrony USA Robert McNamara zdecydował iż Armia potrzebuje bardziej zaawansowanego systemu obrony antybalistycznej, uzbrojonego w ulepszone pociski o większym przyśpieszeniu. Decyzja o powstaniu nowego systemu, pod tymczasowym kodem Nike X, została ogłoszona 30 stycznia 1964 roku. Nowy system miał być systemem dwuwarstwowym, w którym nadlatujące głowice międzykontynentalnych pocisków balistycznych miałyby być zwalczane w pierwszej kolejności na wysokości 112 do 160 km, druga zaś linia obrony przechwytywać miała wrogie głowice na wysokości od 32 do 48 km. Realizując tę koncepcję, podjęto prace nad pociskiem krótkiego zasięgu Sprint oraz pociskami dalekiego zasięgu Spartan.